# Damageplan
Damageplan was een Amerikaanse heavymetalband uit Dallas, (Texas) opgericht in 2003 door de broers Dimebag Darrell en Vinnie Paul Abott.

## Biografie
Naast Dimebag en Vinnie Paul werd Pat Lachman (die daarvoor bij Halford speelde) zanger en Bob Zilla bassist. Debuutalbum "New Found Power" belandde op de 38e plaats in de Amerikaanse Billboard Top 200 en werd 44.676 keer verkocht.
Op 8 december 2004, terwijl de band hun nieuwe album aan het promoten was, werden gitarist Dimebag en drie mensen van zijn personeel vermoord door ex-Marinier Nathan Gale. Na onderzoek bleek er geen motief te zijn voor de moord, mogelijk wou Gale de broers vermoorden omdat zij hun vorige band Pantera hadden verlaten en - volgens hem - zijn teksten hadden gestolen. Omdat Gale niet wilde stoppen met schieten, vuurde politieagent James Niggemeyer een schot met een shotgun waarbij Gale dodelijk in het hoofd werd getroffen. Hulp in de ambulance mocht niet baten, Darrell overleed nog dezelfde dag.
Zijn broer Vinnie Paul en bassist Bob Zilla spelen anno 2008 bij de band Hellyeah. Zanger Lachman voegde zich bij The Mercy Clinic.

## Bezetting
- Pat Lachman - zang
- Dimebag Darrell - gitaar
- Bob Zilla - basgitaar
- Vinnie Paul - drums